# Olympische Sommerspiele 1972/Teilnehmer (Libanon)
| Gelbes Symbol für Goldmedaillen mit stilisierten Olympischen Ringen | Graues Symbol für Silbermedaillen mit stilisierten Olympischen Ringen | Braundes Symbol für Bronzemedaillen mit stilisierten Olympischen Ringen |
| ------------------------------------------------------------------- | --------------------------------------------------------------------- | ----------------------------------------------------------------------- |
| —                                                                   | 1                                                                     | —                                                                       |

Der Libanon nahm an den Olympischen Sommerspielen 1972 in München mit einer Delegation von neunzehn Athleten (siebzehn Männer und zwei Frauen) an 23 Wettkämpfen in neun Sportarten teil. Fahnenträger bei der Eröffnungsfeier war der Gewichtheber Mohamed Tarabulsi, ihm gelang auch der einzige Medaillenerfolg bei diesen Spielen.

## Medaillengewinner

### Silber
| Name              | Sportart     | Wettkampf             |
| ----------------- | ------------ | --------------------- |
| Mohamed Tarabulsi | Gewichtheben | Männer, Mittelgewicht |

## Teilnehmer nach Sportarten

### Boxen
Männer
- Farouk Kesrouani
Halbmittelgewicht: 2. Runde

### Fechten
Männer
- Ali Chekr
Florett, Mannschaft: Vorrunde
Degen, Einzel: Vorrunde
Degen, Mannschaft: Vorrunde

- Yves Daniel Darricau
Florett, Einzel: Vorrunde
Florett, Mannschaft: Vorrunde
Degen, Einzel: Vorrunde
Degen, Mannschaft: Vorrunde
Säbel, Einzel: Vorrunde

- Fawzi Merhi
Florett, Einzel: Vorrunde
Florett, Mannschaft: Vorrunde
Degen, Mannschaft: Vorrunde
Säbel, Einzel: Vorrunde

- Ali Sleiman
Florett, Einzel: Vorrunde
Florett, Mannschaft: Vorrunde
Degen, Einzel: Vorrunde
Degen, Mannschaft: Vorrunde

### Gewichtheben
Männer
- Mohamed Tarabulsi
Mittelgewicht: Silber

### Judo
Männer
- Wadih Gosn
Mittelgewicht: 33. Platz

- Antoine Chidiac
Halbschwergewicht: 19. Platz

### Leichtathletik
| Männer - Kassem Hamzé 400 Meter: Vorläufe 800 Meter: Vorläufe | Frauen - Arda Kalpakian 400 Meter: Vorläufe |

### Radsport
Männer
- Tarek Abou Al Dahab
Straßenrennen: DNF
4000 Meter Einerverfolgung: 27. Platz in der Qualifikation

### Ringen
Männer
- Hassan Bechara
Schwergewicht, griechisch-römisch: Rückzug nach 1. Runde

- Bachir Hani Abou Assi
Weltergewicht, Freistil: 2. Runde

### Schießen
- Assaad Andraos
Trap: 52. Platz

- Antoine Saade
Skeet: 40. Platz

- Elias Salhab
Trap: 48. Platz

- Maurice Tabet
Skeet: 54. Platz

### Schwimmen
| Männer - Bruno Bassoul 100 Meter Freistil: Vorläufe 100 Meter Brust: Vorläufe 100 Meter Schmetterling: Vorläufe 200 Meter Lagen: Vorläufe | Frauen - Ani Jane Mugrditchian 100 Meter Brust: Vorläufe |